# Германско-сомалийские отношения
Германско-сомалийские отношения — двусторонние дипломатические отношения между Германией и Сомали.

## История
13 октября 1977 года террористы из Народного фронта освобождения Палестины захватили пассажирский самолёт Boeing 737-230QC «Landshut» германской авиакомпании Lufthansa, следовавший с Балеарских островов. Самолёт находился во власти угонщиков четверо с половиной суток, прежде чем в ночь на 18 октября, уже в Сомали, был освобождён группой германского формирования спецназа при поддержке местных властей. В 2008 году по мотивам этих событий был снят германский художественный фильм Могадишо.
С сентября 2012 года после формирования Переходного федерального правительства Сомали дипломатические отношения с Германией стали развиваться. В феврале 2013 года Маргит Хельвихь-Бётте стала первым аккредитованным послом Германии в Сомали за 24 года. 3 февраля 2016 года аккредитованный посол Германии Ютта Фраш вручила верительные грамоты президенту Сомали Хасану Шейху Махмуду. В октябре 2014 года День германского единства впервые отмечался в Могадишо, а в 2017 году торжества по случаю воссоединения Германии впервые прошли за пределами охраняемой территории аэропорта Могадишо.

## Экономическая помощь
В сентябре 2013 года в Брюсселе было подписано Сомалийское соглашение между правительством Сомали и международным сообществом в рамках «Новой договорённости для Сомалийского процесса». Соглашение устанавливает дорожную карту для стабилизации и экономического восстановления этой страны. Международное сообщество до 2016 года взяло на себя обязанность оказать помощь в размере 1,6 млрд. евро, из которых вклад Германии составил сумму 167 млн. евро. 4 октября 2017 года в Берлине состоялись двусторонние переговоры, в ходе которых правительство Германии согласилось дополнительно выделить 103,44 млн. евро для восстановления инфраструктуры Сомали. 

## Дипломатические представительства
- Интересы Германии в Сомали представлены через посольство в кенийском городе Найроби[7].
- Сомали содержит посольство в Берлине[8].